# 楊勳
楊勳（1384年—？），字功讓，江西撫州府崇仁縣東耆人，明朝政治人物。進士出身。

## 生平
江西鄉試六十五名。永樂十年（1412年）壬辰科會試七十六名，殿試登進士第二甲第三十八名。

## 家族
曾祖楊仲仁。祖父楊原得。父亲楊永成。